# 유튜브 본사 총격 사건
유튜브 본사 총격 사건은 2018년 4월 3일 12시 46분 (PDT) 미국 캘리포니아주 샌브루노에 위치한 유튜브 본사에서 발생한 총격 사건이다. 용의자는 이란 출신의 38세 여성 나심 나자피 아그담(Nasim Najafi Aghdam)으로 밝혀졌으며, 스미스 & 웨슨의 9 mm 피스톨로 유튜브 본사의 지하 주차장으로 들어가 야외 테라스를 향해 총격하였다. 이 사건으로 직원 3명이 부상당하고, 용의자는 그 자리에서 총으로 자살하였다.

## 범행 이유
용의자인 나심 나자피 아그담은 채식주의자로 PETA라는 단체에 활동한 적이 있었으며, 동물학대를 반대하거나 채식주의를 하는 콘텐츠를 제작하고 있었다. 그런데 자신의 영상 조회수를 유튜브가 막아서 이러한 행위를 저질렀다고 한다.